# Arenal (Bilbao)
El paseo del Arenal (en euskera: Areatza) es uno de los símbolos de la villa de Bilbao, fachada principal del Casco Viejo, corazón histórico junto a las Siete Calles, y centro de esparcimiento y de paseo junto a la ría de Bilbao.

## Ubicación y características
El Arenal ocupa una superficie aproximada de unos 29 100 metros cuadrados, siendo su lado más largo, el más próximo a la ría, con una longitud aproximada a los 300 metros y su zona más ancha rebasa los 125 metros.
Comienza a la altura del n.º 10 de la calle Viuda de Epalza, en las proximidades del Ayuntamiento de Bilbao, y, además de esta calle, le rodean:
1. El Palacio Gómez de la Torre, en el n.º 1 de dicha calle. Construido en 1791, a caballo entre el barroco y el neoclásico, lleva escudo de armas.
2. La iglesia de San Nicolás de Bari.
3. La calle del Arenal.
4. La plaza Arriaga y el Teatro Arriaga.
5. El puente del Arenal.
6. El paseo del Arenal.

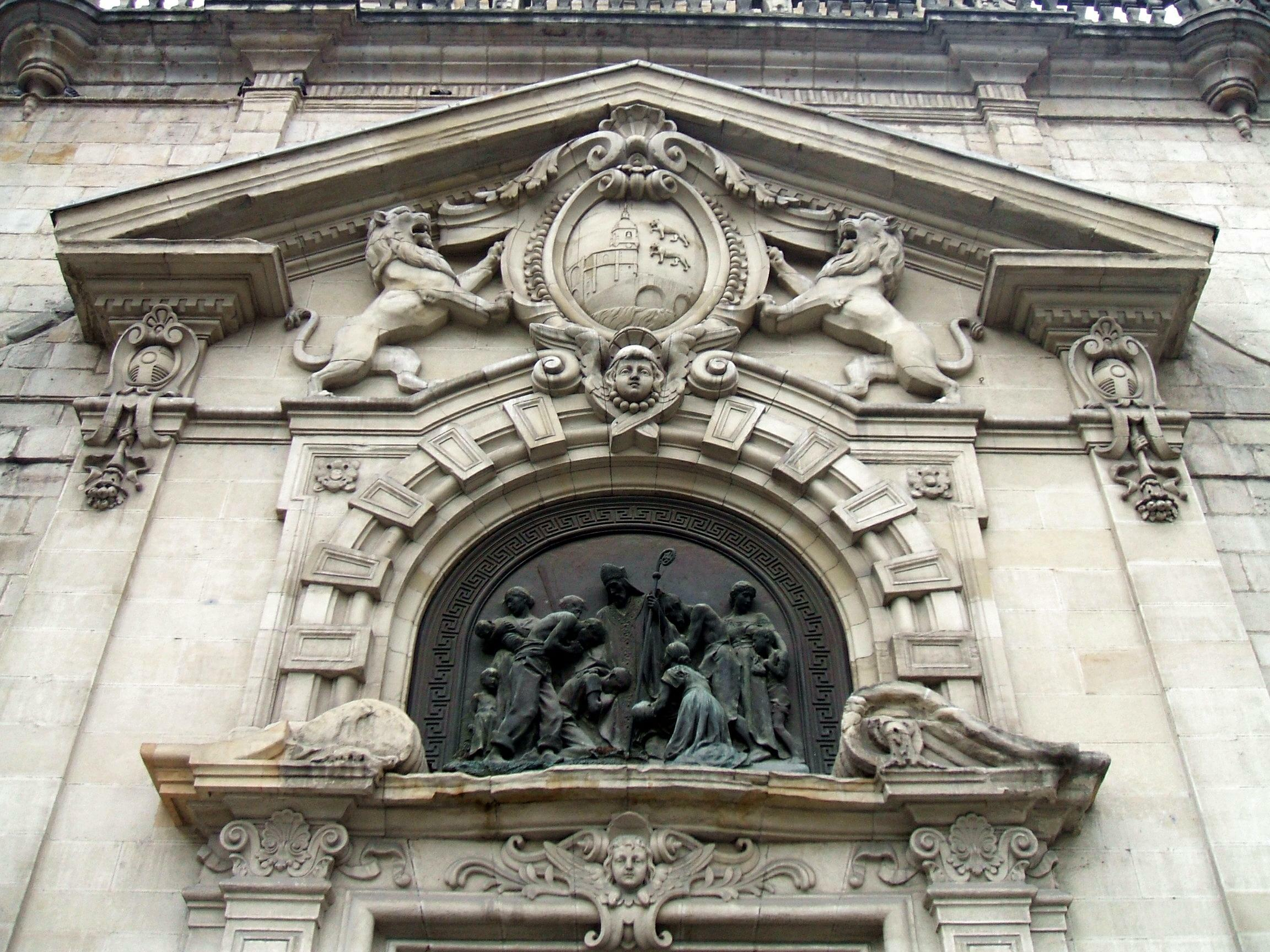
Iglesia de San Nicolás de Bari
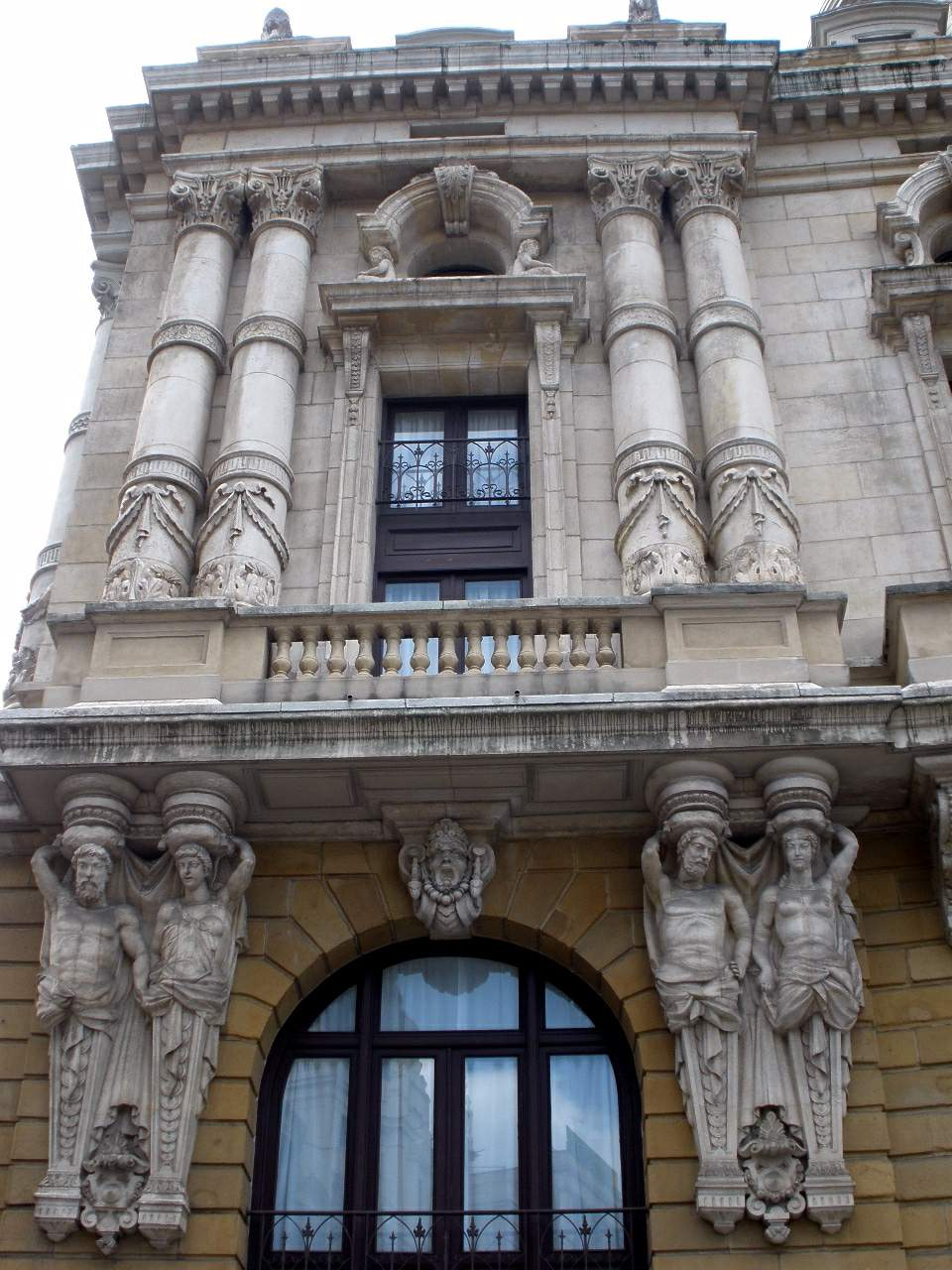
Teatro Arriaga
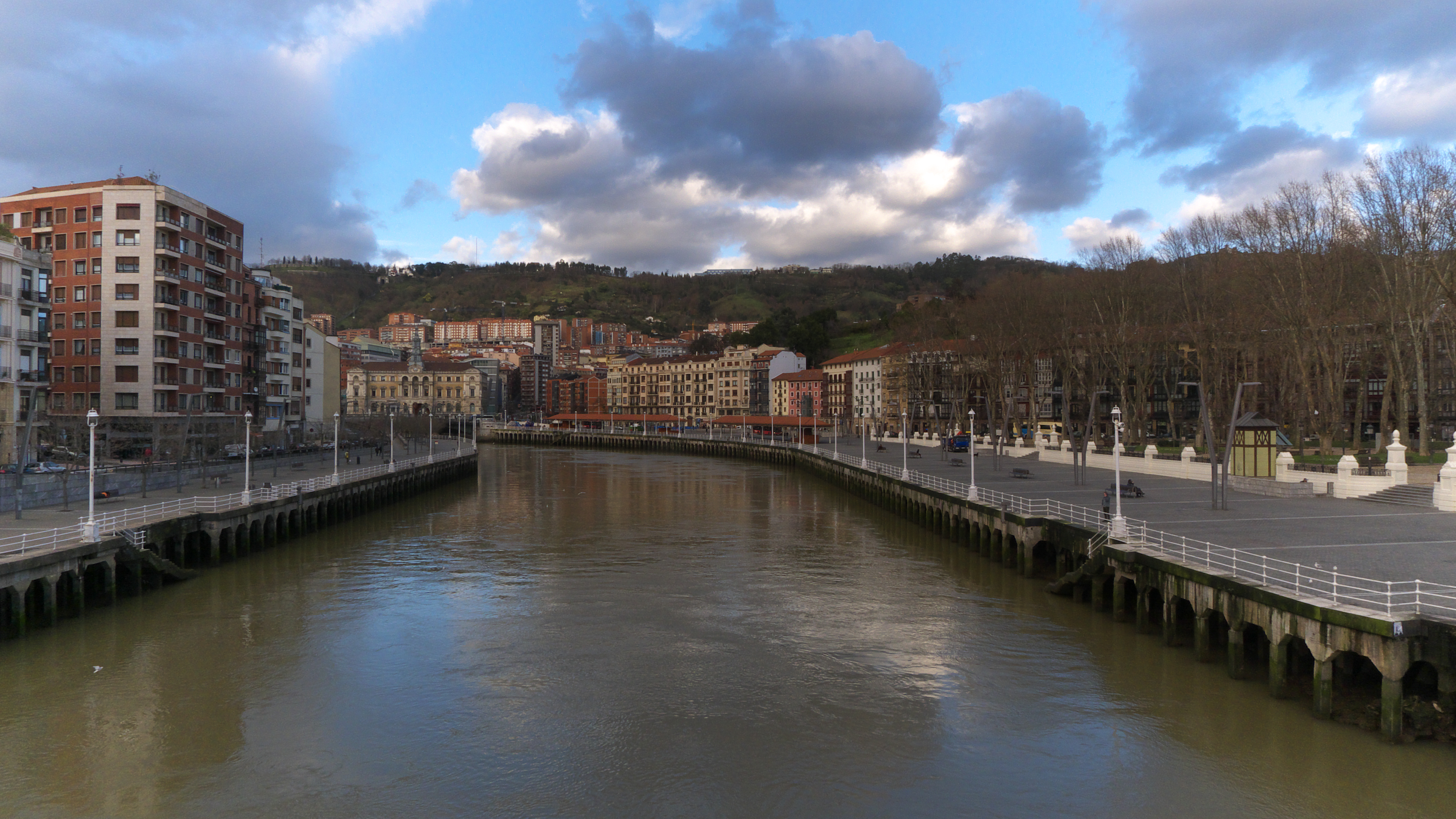
Paseo del Arenal, a la derecha de la imagen, visto desde el puente del Arenal

En su interior, y entrando siempre desde el Ayuntamiento, pueden distinguirse tres paseos que tienen un punto en común en sus comienzos y que se llamaban así: el de los Curas a la izquierda, el de los Señoritos el central y el de la Alpargata a la derecha.
Entrando por el paseo central y simétricamente a derecha e izquierda, pueden verse sendos estanques surtidores con sirenitas de bronce en su centro, sosteniendo un pez que arroja un chorro de agua por su boca, y ranas de hierro verde a su alrededor, que sueltan, también, chorritos de agua.
A continuación, sendos jardines con figuras humanas en sus partes centrales: Baco a la derecha y Pan a la izquierda.
Más adelante, sendas plazoletas con sendas fuentes centradas, con cuatro bocas cada una. A partir de aquí se rompe la simetría.
A la derecha, el nuevo kiosko de la música y otro jardín, ya próximo al Puente del Arenal, en el que puede verse una escultura del bertsolari Balendin Enbeita. Y a la izquierda, un pequeño jardín, que limita, junto con el anterior, con unos paseos, separados por once árboles en cuyas bases se han colocado unos bancos circulares de madera. Estos paseos tienen, a su izquierda, la Iglesia de San Nicolás de Bari y, a su derecha, el Teatro Arriaga.

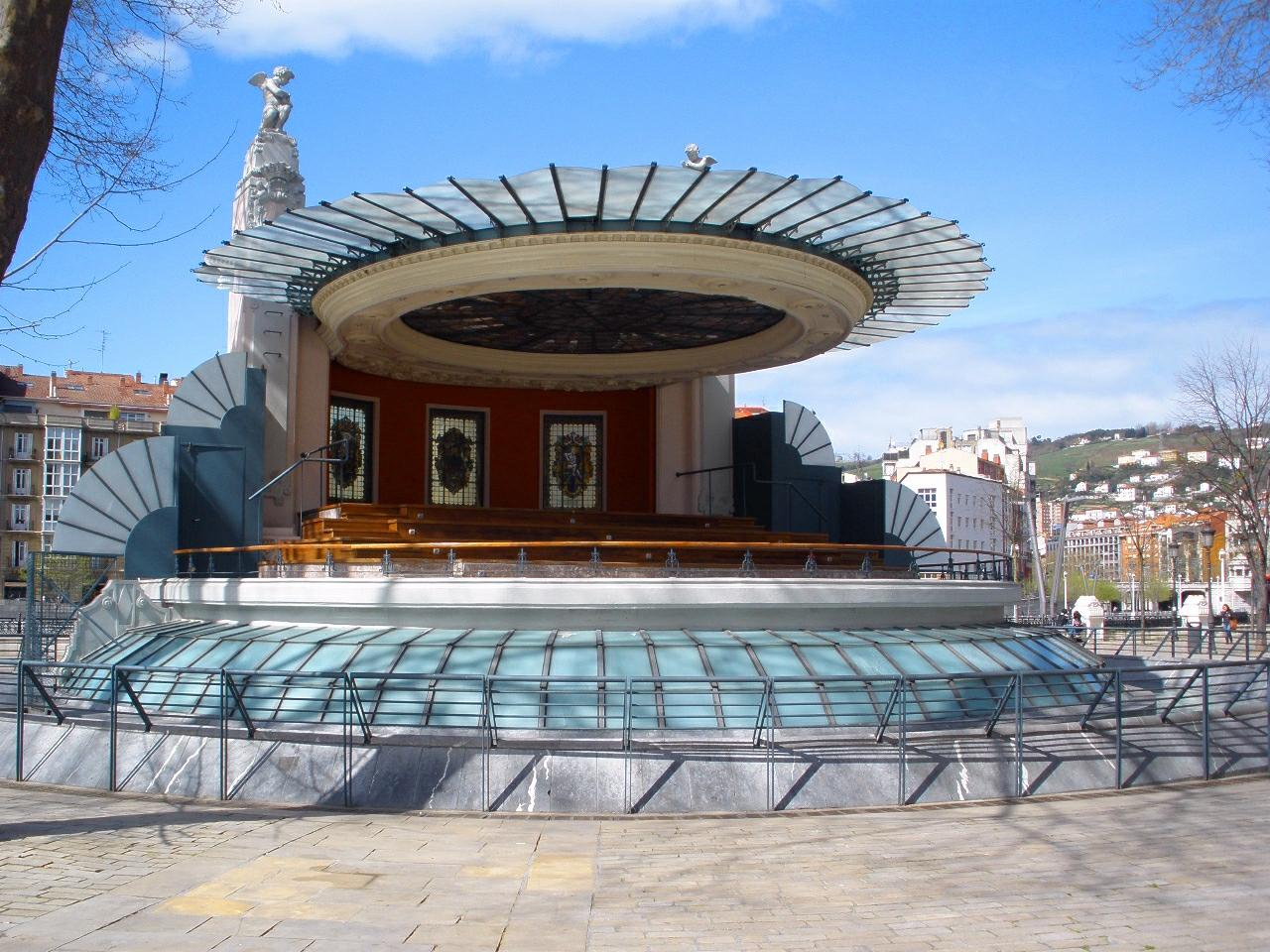
Kiosko del Arenal
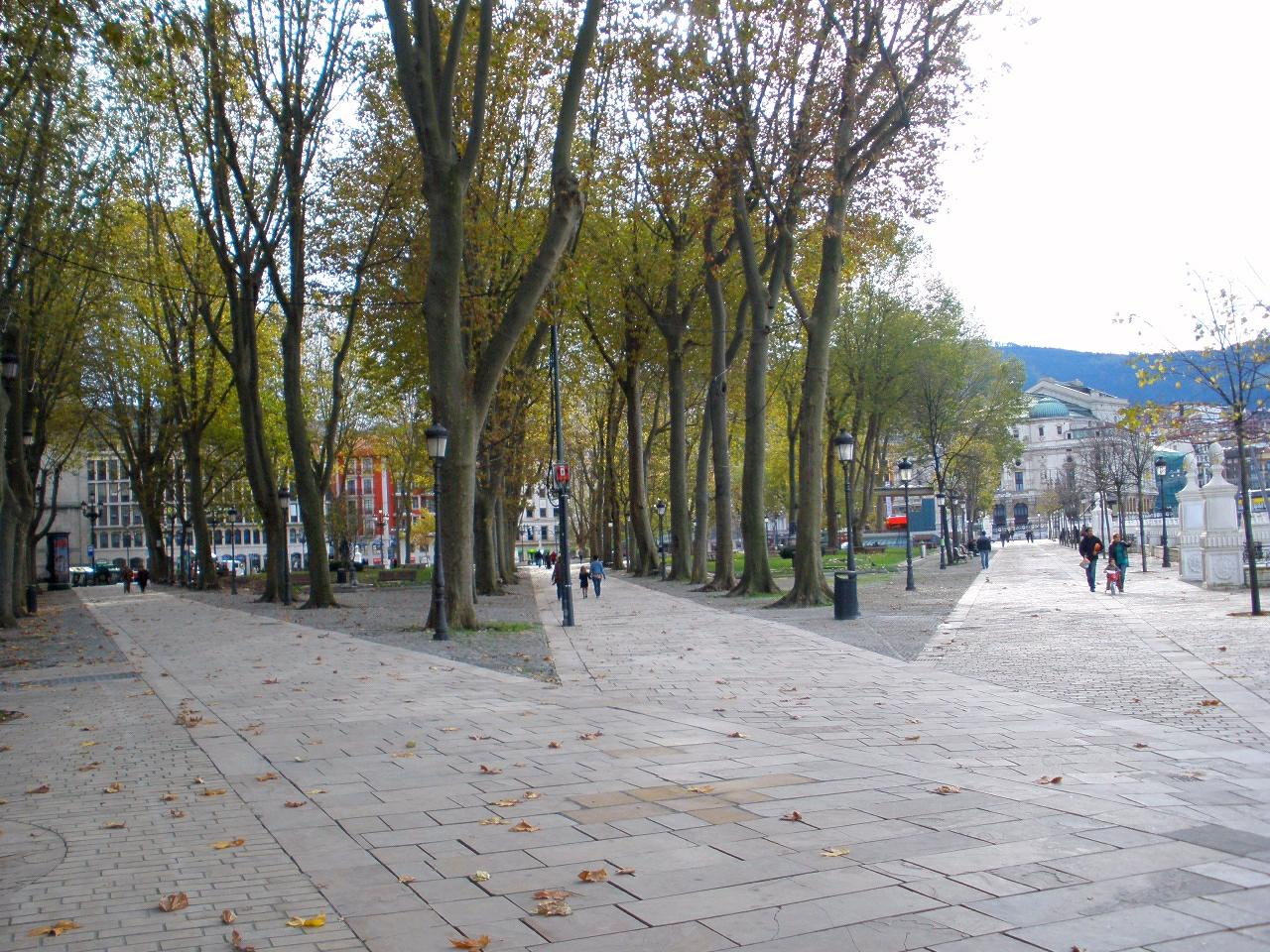
Inicio de los tres paseos en El Arenal
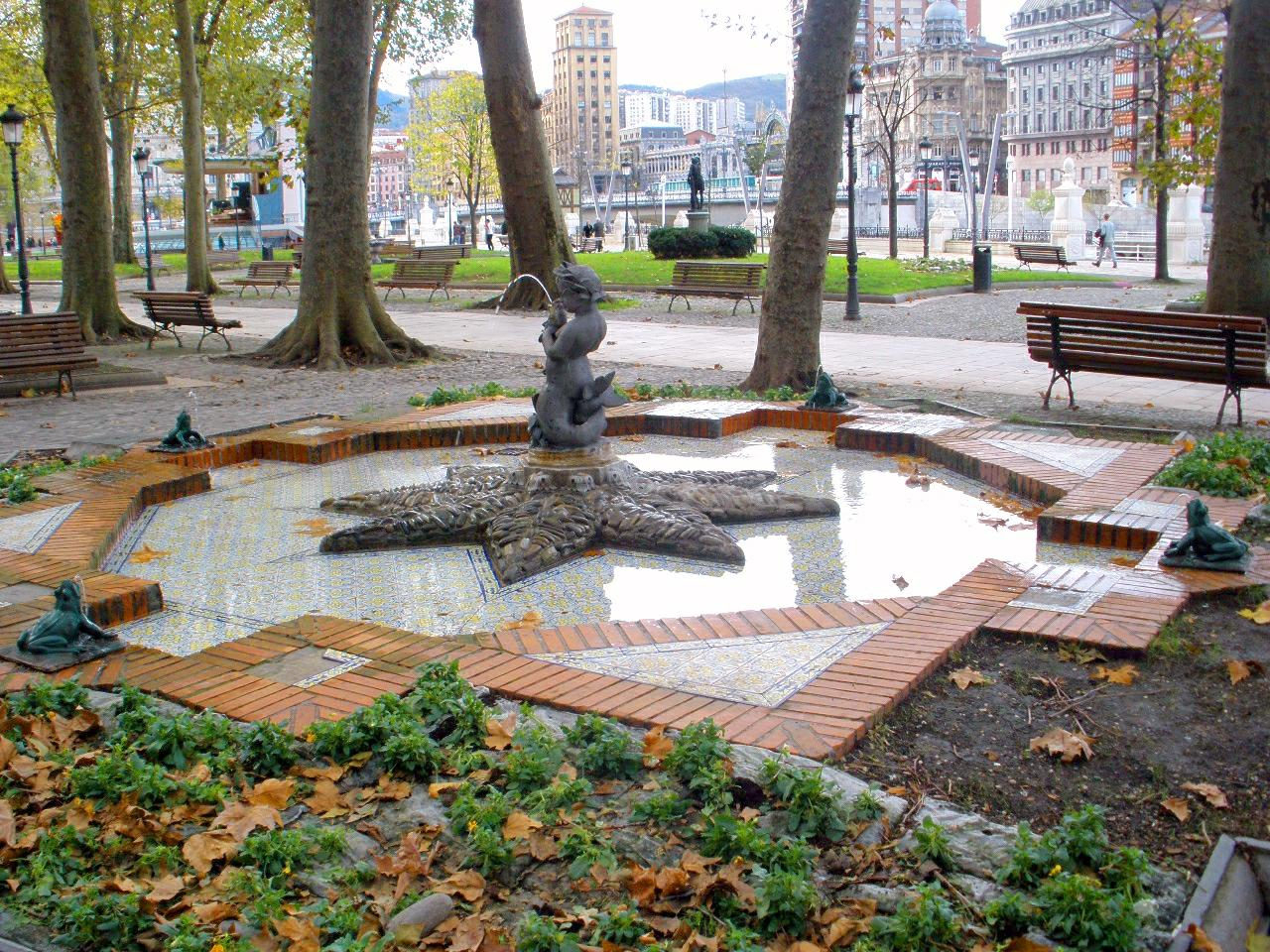
Vista de uno de los estanques surtidores con sirenita y ranas
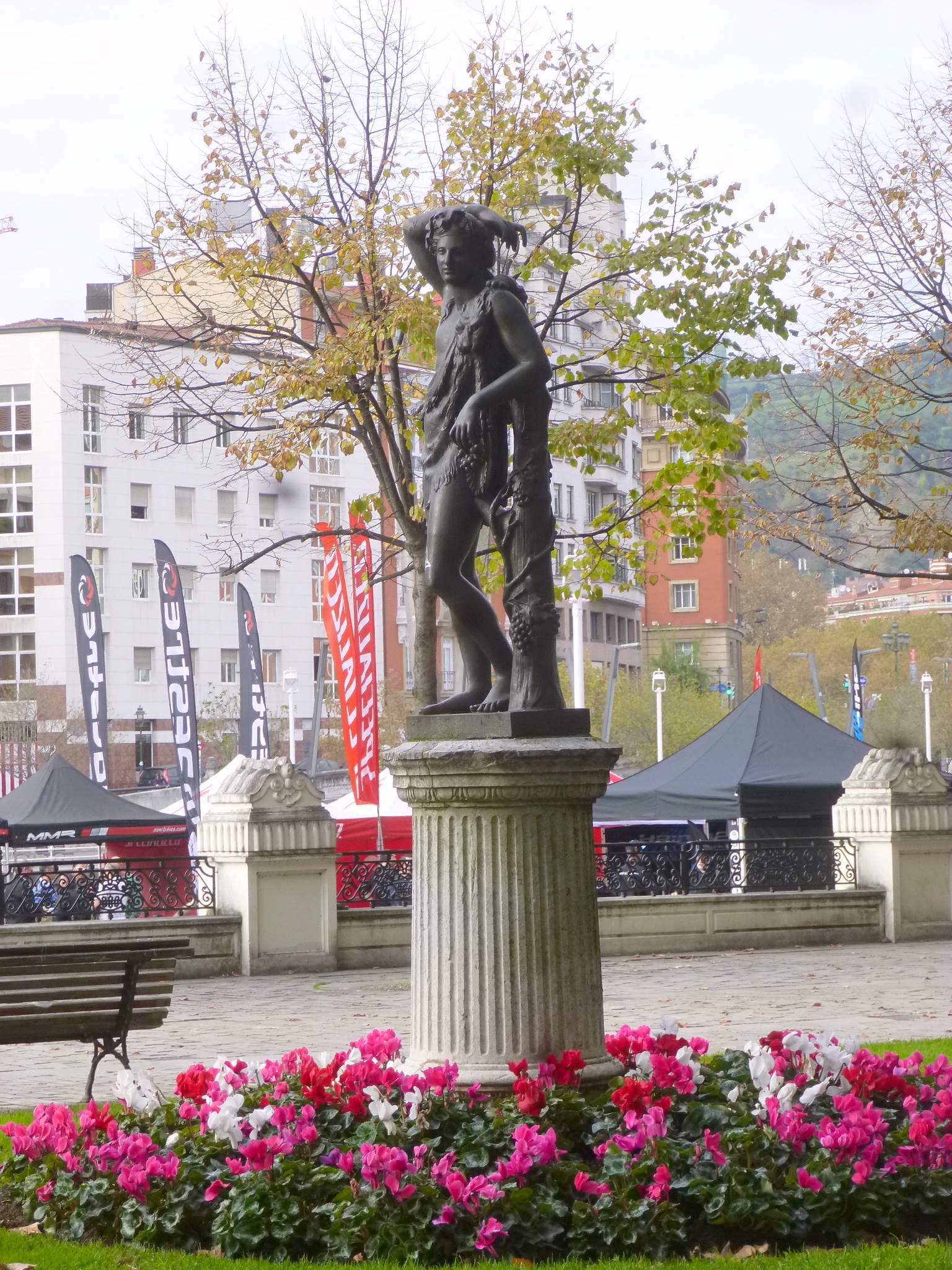
Escultura
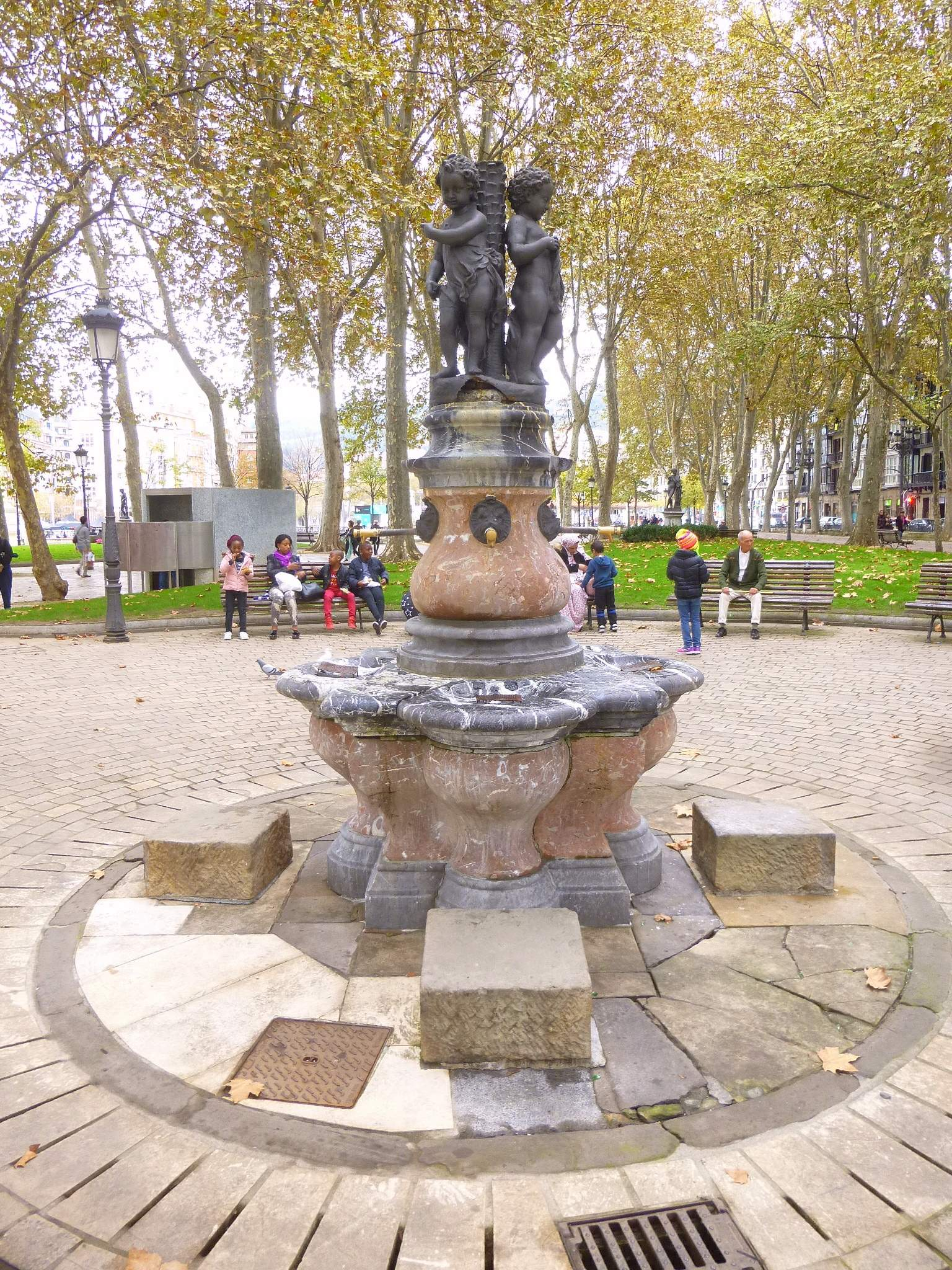
Fuente
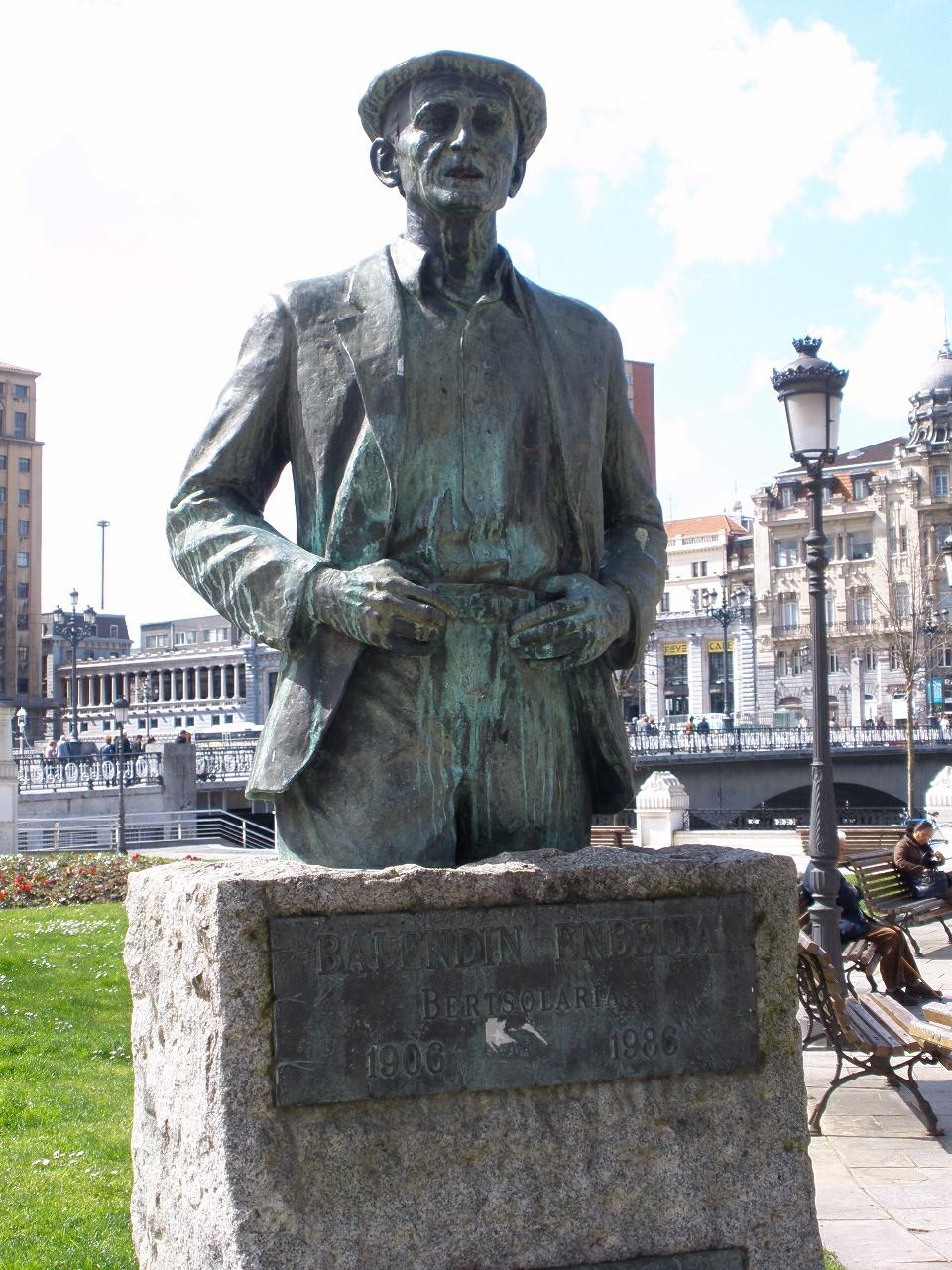
Monumento al bertsolari Balendin Enbeita

## Historia

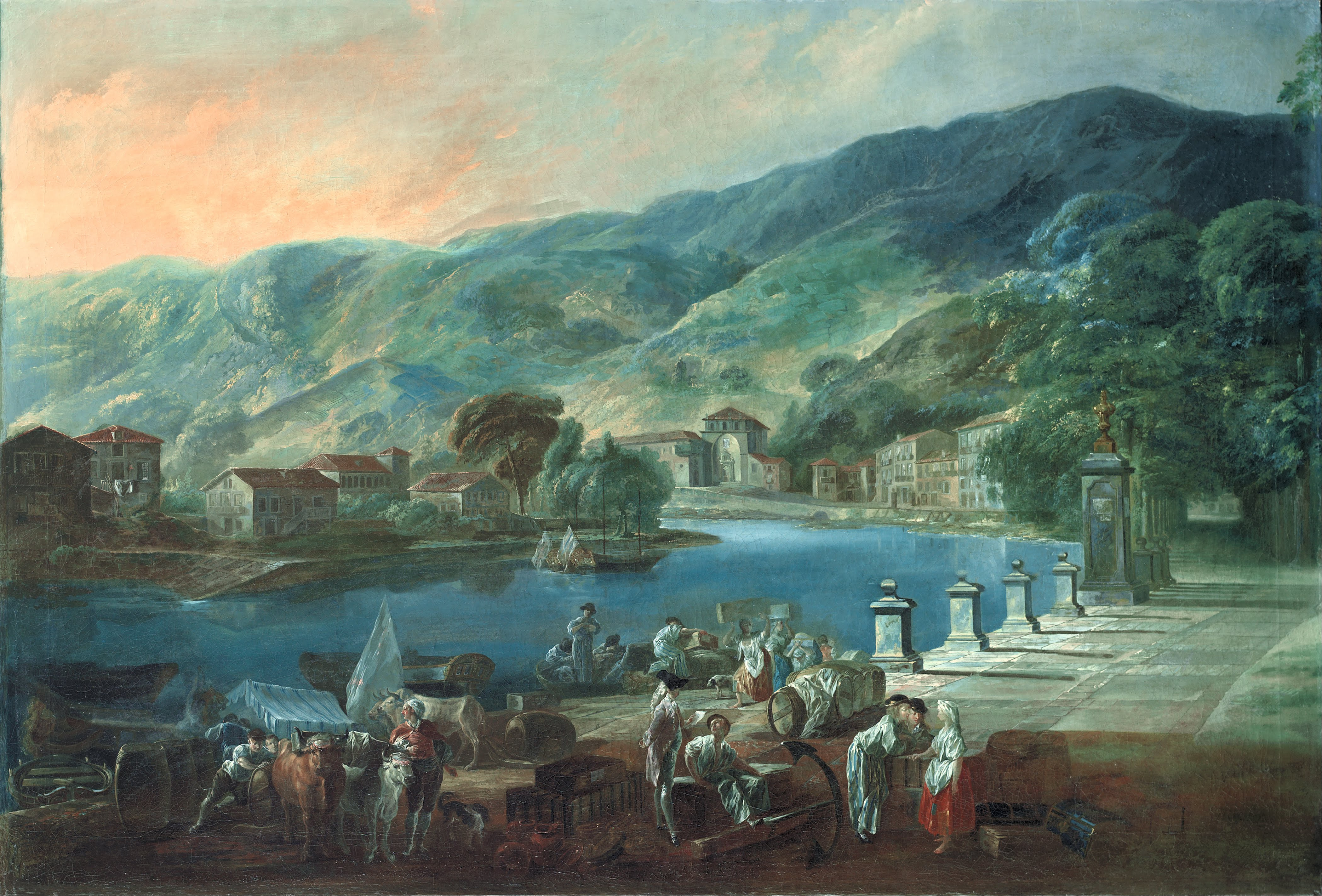
Vista del Arenal de Bilbao, de Luis Paret y Alcázar (c. 1783-1784). Museo de Bellas Artes de Bilbao.

El Arenal fue inicialmente una zona de arenas y entrante de agua hasta el Portal de Zamudio. Era como una playa interior, varadero de embarcaciones y asiento de astilleros.
En 1483, el Concejo inició el ensanche de la villa por la vega que miraba al Arenal y al arrabal de San Nicolás, formándose los barrios de Ascao y San Nicolás, que comprendían las calles de La Cruz, Ascao, Iturribide y la Estufa (hoy Viuda de Epalza).
En el siglo XVII el ensanche se afianza y se prolongan las calles de Santiago (hoy Correo) y Bidebarrieta.
En 1626 se remodeló la Estufa, secadero de aparejos y cuerdas de los buques y lugar de fundición y fragua de anclas y cadenas con destino a las armadas reales y a los particulares.
En 1754 se cierra El Arenal con una pared baja, instalándose dobles bancos en su Alameda y Prado.
En 1762 se eleva el terreno rellenándolo con arena hasta el nivel del Convento de San Agustín, hoy Ayuntamiento de Bilbao.
En 1857 se organizó interiormente con jardines, fuentes y estanques surtidores.
En el siglo XX, las necesidades urbanas modificaron su trazado en favor de la circulación de vehículos y del Metro de Bilbao.
En el siglo XXI, se acometieron las obras del nuevo aparcamiento subterráneo. Consecuencia de ello fue la urbanización del nuevo paseo del Arenal de 440 metros de longitud, similar al muelle de Ripa ubicado en la otra ribera de la Ría.

## Medios de transporte
- Estación de Zazpikaleak/Casco Viejo del Metro de Bilbao.
- Estación de Arriaga del tranvía de Bilbao.
- Estación de Bilbao-Concordia.
- Estación de Abando Indalecio Prieto.
- Servicios de Bilbobus.
- Servicios de Bizkaibus.